# Trojan (Bulgarije)
Trojan (Bulgaars: Троян) is een stad en gemeente in de oblast Lovetsj in Centraal-Bulgarije. Op 31 december 2018 telde de stad Trojan 19.352 inwoners, terwijl de gemeente, met de 21 omliggende dorpen inbegrepen, een totale bevolkingsaantal van 28.743 had.  De stad ligt ongeveer 160 kilometer ten oosten van Sofia. Sinds 2011 is Donka Michajlova van de Bulgaarse Socialistische Partij de burgemeester van de stad.

## Geografie

#### Ligging
Trojan ligt in een bergachtig gebied. Het is gelegen in de vallei van de rivier de Osam. Het ligt op 155 km van Sofia, 120 km van Plovdiv, 70 km van Pleven en 35 km van Lovetsj. 

#### Flora en fauna
Nabij Trojan zijn drie natuurreservaten, waar unieke rotsen, watervallen met hoogtes van 20 meter, maar ook verschillende wilde dieren zoals roofvogels, te zien zijn. De drie nationale reservaten zijn: Kozia Stena, Steneto en Severen Jendem, onderdeel van het grotere Nationale Park Centrale Balkan. De meeste interessante plekken zijn toeristisch toegankelijk.

## Geschiedenis
In 1905 werd in Trojan het eerste sanatorium op het Balkanschiereiland, voor de behandeling van longziekten en tuberculose, geopend. Bovendien werd Trojan in 1911, als derde stad van Bulgarije, voorzien van elektriciteit.

## Bevolking
Trojan, en dan met name de omringende dorpen, hebben te kampen met een serieuze bevolkingsafname, vooral vanwege denataliteit gecombineerd met emigratie van jongvolwassenen.
| stad Trojan     | 6.328  | 7.290  | 12.481 | 19.950 | 23.708 | 26.181 | 25.104 | 23.332 | 21.194 | 19.352 |
| gemeente Trojan | 38.647 | 39.701 | 41.752 | 45.962 | 47.231 | 45.338 | 41.284 | 37.345 | 32.399 | 28.743 |

#### Religie
Bij de volkstelling van 2011 behoorde 88,6% van de bevolking tot de Bulgaars-Orthodoxe Kerk.  Minderheden waren niet-religieus, islamitisch (2,2%),  protestants (0,9%) of katholiek (0,7%).